# 楊延德
楊春，字延德，楊家將小說、戲曲及民間傳說中人物；并州太原（今山西太原）人，金刀老令公楊業的第五子，故稱“楊五郎”。七子中性格較為暴躁，但武藝是眾郎中最為突出。在楊家將中是擔任步軍統帥，經常與父兄討伐遼國，曾以少數的兵力打敗遼軍。擅使斧頭，後來更得到降龍木製成的杖棍作為新的武器。金沙灘一役過後削髮為僧，性格依然暴躁，但禪修佛法後看出事物的過中緣由。

## 生平
楊五郎，字延德，《金枪传》编写五郎的专属武器是獨角皂金槍。隨楊業及兄長北伐抗遼，官封宣威將軍、殿前司馬、步軍都指揮使。

### 金沙灘之戰
《楊家將演義》：遼國急攻在邠陽城宋太宗和大郎延平，延平遂即到代州與幽州屯兵的楊業救援，楊業道知後，與七子八人離開代州，到邠陽城救援。大郎延平代宋太宗詐降，并在相見之際，射殺天慶王。此舉激怒了遼將韓延壽，大郎在沒有準備的情況下被一槍挑死，二郎被亂馬蹂踏至死，三郎在蘆葦叢裡被殺，四郎延輝因為不能突破，誰知被遼兵捕獲，其部下騎將全皆戰死。其他楊家軍完全瓦解崩潰，此時只剩下延德單獨一個衝出重圍，後面的大喊聲不斷，延德回頭一望，遼兵不斷趕來。延德寡不敵眾，轉跑到林邊；想起到五台山拜佛時，智聰禪師給他的度牒，曾對他説危難時便使用。於是從懷中拿出度牒，裏面有一把剃刀，度牒半紙。延德知道其意，便卸下所有裝備掛在樹上，剃短自己的頭髮，往五台山的方向去了。

## 傳聞
有一說五郎金沙灘一役寡不敵眾而剃頭逃過追兵，最後在五臺山出家。在五臺山因為不能動刀動槍，所以改用棍，再將楊家槍法和八卦棍法結合，演變成了日後的五郎八卦棍。五郎上了五臺山後，智聰禪師和他大談佛經，並說楊家雖有功於社稷，但在戰場上殺戮太重，以至遭受滅頂之災。勸五郎全心修佛，減輕罪孽。於是五郎從此出家，潛心修佛，為免一身武藝失傳，便將楊家棍、楊家刀、楊家三十六路梨花槍等楊家傳統武術傳于楊家子弟。在此基礎上楊五郎還發展了其他的僧人也加入，也為五臺山培養了一批護院武僧。 

## 神化
昔山西五台山太平興國寺有五郎祠，後被毀，今重建集福寺供奉五郎於寺中右殿。在福建地區，楊五郎被民間尊稱為楊公太師、大德禪師、楊五使公等，為許多廟宇所供奉，並隨移民信仰傳入台灣，如基隆七堵區大德廟所供奉之大德禪師，即當地余姓家族先祖自安溪蘆田鎮三洋村圓通堂輾轉分靈而來。
在明清小說《北宋楊家將演義》與《楊家府世代忠勇演義》裡，楊五郎遁入空門習得一身好武藝與法力，後下五台山助宋軍大破呂洞賓為遼國所布下之「天門陣」，以「降龍木」打出蕭天佐其黑龍原形並擊斃之。

## 家庭

### 父親
- 楊業（金刀老令公）

### 母親
- 佘太君（老令婆）

### 兄
- 大郎延平；
- 二郎延定；
- 三郎延安；
- 四郎延輝；

### 弟
- 六郎延昭；
- 七郎延嗣
- 八郎延順

### 妹
- 八妹延琪
- 九妹延瑛

## 歷代扮演
- 《五郎八卦棍》（1984）中，由刘家辉飾演
- 《五郎八卦棍》（1988）中，由梁小龙飾演
- 《杨門女将》(1981)中，由江毅 飾演
- 《杨家将》(1985)中，由黄日华 飾演
- 《杨门女将》(2001)中，由吴樾 飾演
- 《杨门虎将》(2004) 中，由保剑锋飾演
- 《少年杨家将》中，由陈龙飾演
- 《忠烈杨家将》中，由林峯飾演
- 楊麗花版電視歌仔戲《楊家將》中，由柯玉枝飾演
- 葉青版電視歌仔戲《楊家將》中，由許儷齡飾演

## 外部連結
- 楊家將演義 第十七回　宋太宗議征北番柴太郡奏保楊業
- 臺灣基隆市七堵區余姓家族宗祠大德廟，主祀大德禪師，即民間所稱「楊家將」中出家為僧之五郎楊延德，後代子孫敬仰其忠烈事跡，感念前人家族融和，便恭奉為神，並稱之為楊五使公。佘太君宗族後代子孫，因避禍而改姓余。（大德廟, 基隆市觀光資訊網, 基隆市政府）
- http://www.dardertheektok.com/ （页面存档备份，存于）
- https://www.facebook.com/pages/%E5%A4%A7%E5%BE%B7%E5%BB%9F/317706921711541?sk=info&ref=page_internal#!/pages/%E5%A4%A7%E5%BE%B7%E5%BB%9F/317706921711541?sk=info&tab=page_info （页面存档备份，存于）